# Satsen om total sannolikhet

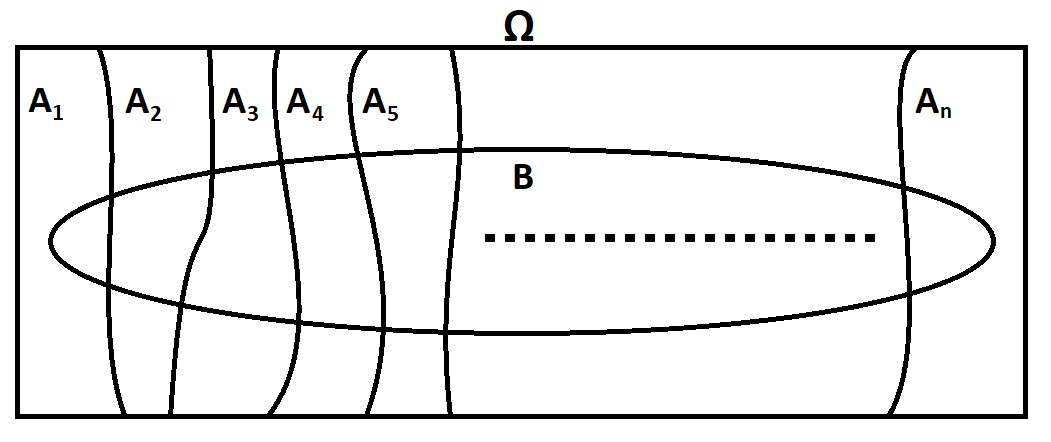
Utfallsrummet är uppdelat i, medan vi är intresserade av.

Satsen (alternativt lagen) om total sannolikhet är en fundamental sats inom sannolikhetsteorin. Satsen relaterar sannolikheter för enskilda händelser till betingade sannolikheter. Den uttrycker den totala sannolikheten för en händelse relaterat till den betingade sannolikheten för en mängd av händelser som utgör hela utfallsrummet.
Satsen om total sannolikhet kan formellt beskrivas på följande sätt.
Antag att {\displaystyle A_{1},\ldots ,A_{n},} är {\displaystyle n} parvist disjunkta händelser, med {\displaystyle P(A_{i})>0} för {\displaystyle i=1,\ldots ,n.} Om dessa händelser utgör hela utfallsrummet, {\displaystyle \bigcup _{i=1}^{n}A_{i}=\Omega }, då gäller att en händelse {\displaystyle B\subseteq \Omega } har sannolikheten 
{\displaystyle P(B)=\sum _{i=1}^{n}P(A_{i})P(B|A_{i})}

## Bevis
Enligt förutsättningarna har vi {\displaystyle \bigcup _{i=1}^{n}A_{i}=\Omega }, vilket medför {\displaystyle B=\bigcup _{i=1}^{n}(B\cap A_{i})}. Under villkoret {\displaystyle A_{i}\cap A_{j}=\varnothing } för {\displaystyle i\neq j\quad i,j=1,\ldots ,n} gäller att mängderna {\displaystyle B\cap A_{i}} är oförenliga. Med axiom 3 i Kolmogorovs axiomsystem, och definitionen av betingad sannolikhet, får vi 
{\displaystyle P(B)=P{\Big (}\bigcup _{i=1}^{n}(B\cap A_{i}){\Big )}=\sum _{i=1}^{n}P(B\cap A_{i})=\sum _{i=1}^{n}P(A_{i})P(B|A_{i})}